# ロン・マクルーア
ロン・マクルーア（Ron McClure、1941年11月22日 - ）は、アメリカのジャズ・ベーシストである。

## 略歴

### 生い立ち
マクルーアはアメリカ合衆国コネチカット州ニューヘイブンで生まれた。5歳でピアノを弾き始め、後にアコーディオン、そしてベースを演奏するようになった。ジョセフ・イアドンから個人レッスンを受け、後にホール・オーヴァートンとドン・セベスキーに師事した。マクルーアはハート音楽学校に通い、1963年に卒業した。

### その後の人生とキャリア
マクルーアは1963年にバディ・リッチ・セクステットで演奏するようになった。その後、メイナード・ファーガソンのビッグバンドに参加し、さらに1964年にハービー・マンのバンドに参加した。それから、1965年にポール・チェンバース（ギタリストのウェス・モンゴメリーのバックで演奏）によって空席となったウィントン・ケリー・トリオのベース担当に就任した。
1966年から1969年まで、彼はピアニストのキース・ジャレットとドラマーのジャック・ディジョネットと共に、チャールス・ロイドの「クラシック・カルテット」のメンバーを務め、1967年に『ダウン・ビート』誌によって「グループ・オブ・ザ・イヤー」に選ばれた。
1970年、ピアニストで作曲家のマイク・ノック、ドラマーのエディ・マーシャル、ヴァイオリニストのマイケル・ホワイトとともに、彼はジャズ・ロック・グループのフォース・ウェイを共同で結成した。この頃、カーラ・ブレイのアルバム『エスカレーター・オーヴァー・ザ・ヒル』に参加し、また、サックス奏者のジョー・ヘンダーソンと共に演奏している。
1974年、ブラッド・スウェット・アンド・ティアーズに加入し、1975年まで在籍。『ミラー・イメージ』『ニュー・シティー』『イン・コンサート』という3枚のアルバムに参加した。
1980年代には、サックス奏者のデイヴ・リーブマンが率いるクエストに参加。そこには、ドラマーのビリー・ハートとピアニストのリッチー・バイラークも参加していた。また、ピアニストのミシェル・ペトルチアーニとのデュオ・アルバムを録音している。1990年代から2000年代初頭にかけてのマクルーアの主な取り組みは、リー・コニッツと共にあり、その後、再結成されたクエストと共にあった。
彼のソロ作品には、ジョン・スコフィールド、ジョン・アバークロンビー、ヴィック・ジュリス、ポール・ブレイ、マイケル・エクロス、リッチー・バイラーク、ランディ・ブレッカーが参加している。

## ディスコグラフィ

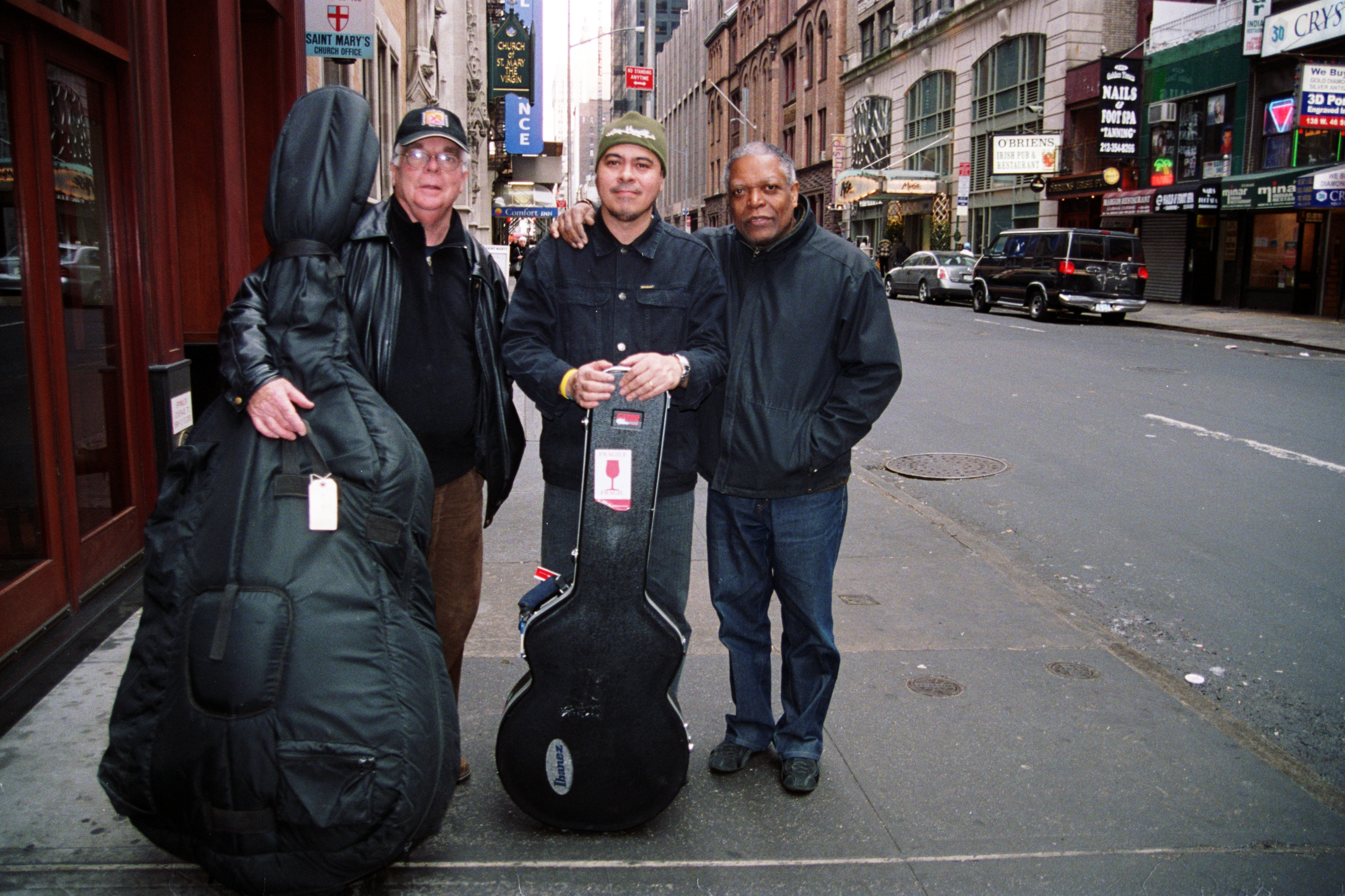
マンハッタンのミッドタウン6番街と7番街の間の151ウエスト46thストリートに立つ、ロン・マクルーア（左）、ギタリストのジョニー・アレグレ（中央）、ドラマーのビリー・ハート（右）。写真は、MCAにアルバム『Johnny Alegre 3』を録音した2009年に撮影された。

### リーダー・アルバム
- Home Base (1982年、Ode)
- 『コールド・ブルース』 - Cold Blues (1985年、OWL) ※with ミシェル・ペトルチアーニ
- McJolt (1990年、SteepleChase)
- Never Forget (1991年、SteepleChase)
- Tonite Only (1991年、SteepleChase)
- Yesterday's Tomorrow (1991年、European Music Productions) ※with ジョン・アバークロンビー、アルド・ロマーノ
- 『サンバースト』 - Sunburst (1992年、SteepleChase)
- Descendants (1992年、KEP)
- Inspiration (1992年、Ken Music)
- Inner Account (1993年、SteepleChase)
- Never Always (1995年、SteepleChase)
- Concrete Canyon (1996年、SteepleChase)
- Closer to Your Tears (1997年、SteepleChase)
- Pink Cloud (1997年、Naxos Jazz)
- 『ドリーム・チーム』 - Dream Team (1998年、SteepleChase)
- Double Triangle (1999年、Naxos Jazz)
- Age Of Peace (2003年、SteepleChase)
- Soft Hands (2006年、SteepleChase)
- New Moon (2009年、SteepleChase)
- Mac Straight Ahead (2010年、American Showplace)
- Dedication (2011年、SteepleChase)
- Crunch Time (2012年、SteepleChase)
- Hello Stars (2016年、Audio & Video Labs)
- Lucky Sunday (2019年、SteepleChase)

### 参加アルバム
ブラク・ベディキャン
- Leap of Faith (2015年、SteepleChase)

カーラ・ブレイ
- 『エスカレーター・オーヴァー・ザ・ヒル』 - Escalator over the Hill (1971年、JCOA)

ポール・ブレイ
- The Nearness of You (1989年、SteepleChase)

ジョージ・ケイブルス
- Quiet Fire (1994年、SteepleChase)

スタンリー・カウエル
- 『シエナ』 - Sienna (1989年、SteepleChase)

ドン・フリードマン
- 『オールモスト・エヴリシング』 - Almost Everything (1995年、SteepleChase)

ジョー・ヘンダーソン
- 『アット・ザ・ライトハウス』 - If You're Not Part of the Solution, You're Part of the Problem (1970年、Milestone)

リー・コニッツ
- Zounds (1990年、Soul Note)
- 『イッツ・ユー』 - It's You (1996年、SteepleChase)
- Dig-It (1999年、SteepleChase) ※with テッド・ブラウン

デイヴ・リーブマン
- 『ジ・オパール・ハート』 - The Opal Heart (1979年、44)
- 『ドゥーイン・イット・アゲイン』 - Doin' It Again (1979年、Timeless)
- 『イフ・ゼイ・オンリー・ニュー』 - If They Only Knew (1980年、Timeless)

チャールス・ロイド
- 『ラヴ・イン』 - Love-In (1967年、Atlantic)
- 『ジャーニー・ウィズィン』 - Journey Within (1967年、Atlantic)
- 『イン・ソヴィエト・ユニオン』 - Charles Lloyd in the Soviet Union (1967年、Atlantic)
- 『サウンドトラック』 - Soundtrack (1968年、Atlantic)

ポインター・シスターズ
- 『ポインター・シスターズ』 - The Pointer Sisters (1973年、Blue Thumb)

ジュリアン・プリースター
- 『ラヴ・ラヴ』 - Love, Love (1973年、ECM)

ジョージ・ラッセル
- 『タイム・スパイラル』 - Live in an American Time Spiral (1983年、Soul Note)

ヤルモ・サヴォライネン
- 『ファースト・サイト』 - First Sight (1992年、Timeless)
- True Image (1995年、A-Records)

ジェームス・スポルディング
- The Smile of the Snake (1997年、HighNote)

ウィントン・ケリー
- 『フル・ヴュー』 - Full View (1967年、Milestone)